# Науель Ферраресі
Науель Ферраресі (ісп. Nahuel Ferraresi; нар. 19 листопада 1998, Сан-Кристобаль) — венесуельський футболіст, захисник бразильського «Сан-Паулу» та національної збірної Венесуели.

## Клубна кар'єра
Народився 19 листопада 1998 року в Сан-Кристобалі. Вихованець футбольної школи клубу «Нуева Чикаго».
У дорослому футболі дебютував 2016 року виступами за команду «Депортіво Тачира», а вже влітку наступного року перейшов до англійського «Манчестер Сіті». В Англії, утім, не заграв навіть на рівні молодіжної команди, натомість віддавався в оренду до уругвайського «Монтевідео Сіті Торке» та іспанської  «Пералади».
Згодом протягом 2019–2022 років, також на правах оренди, грав у Португалії, спочатку за «Порту Б», а згодом за «Морейренсе» та «Ештуріл-Прая».
Влітку 2022 року був орендований бразильським «Сан-Паулу», який на початку 2024 року викупив контракт венесуельця за еквівалент 4 мільйонів євро.

## Виступи за збірні
Протягом 2017–2018 років залучався до складу молодіжної збірної Венесуели. На молодіжному рівні зіграв у 14 офіційних матчах, забив один гол.
2018 року дебютував в офіційних матчах у складі національної збірної Венесуели.
У складі збірної був учасником розіграшу Кубка Америки 2021 року в Бразилії, де провів одну гру, а згодом — розіграшу Кубка Америки 2024 року в США, де вже відіграв у трьох матчах.
| Дата       | Місто            | Господарі         | Результат          | Гості     | Турнір                          | Голи | Примітки |
| ---------- | ---------------- | ----------------- | ------------------ | --------- | ------------------------------- | ---- | -------- |
| 16-10-2018 | Барселона        | ОАЕ               | 0 – 2              | Венесуела | товариський матч                | -    | 90+3'    |
| 16-11-2018 | Оїта             | Японія            | 1 – 1              | Венесуела | товариський матч                | -    | 58'      |
| 2-6-2019   | Іст-Ратерфорд    | Венесуела         | 1 – 1              | Еквадор   | товариський матч                | -    |          |
| 8-6-2021   | Каракас          | Венесуела         | 0 – 0              | Уругвай   | Відбір до ЧС 2022               | -    |          |
| 27-6-2021  | Бразилія (місто) | Венесуела         | 0 – 1              | Бразилія  | Копа Америка 2021 - 1-й етап    | -    |          |
| 2-9-2021   | Каракас          | Венесуела         | 1 – 3              | Аргентина | Відбір до ЧС 2022               | -    |          |
| 5-9-2021   | Ліма             | Перу              | 1 – 0              | Венесуела | Відбір до ЧС 2022               | -    | 90'      |
| 9-9-2021   | Асунсьйон        | Парагвай          | 2 – 1              | Венесуела | Відбір до ЧС 2022               | -    |          |
| 7-10-2021  | Каракас          | Венесуела         | 1 – 3              | Бразилія  | Відбір до ЧС 2022               | -    |          |
| 10-10-2021 | Каракас          | Венесуела         | 2 – 1              | Еквадор   | Відбір до ЧС 2022               | -    |          |
| 14-10-2021 | Сантьяго         | Чилі              | 3 – 0              | Венесуела | Відбір до ЧС 2022               | -    |          |
| 11-11-2021 | Кіто             | Еквадор           | 1 – 0              | Венесуела | Відбір до ЧС 2022               | -    |          |
| 16-11-2021 | Каракас          | Венесуела         | 1 – 2              | Перу      | Відбір до ЧС 2022               | -    |          |
| 28-1-2022  | Баринас          | Венесуела         | 4 – 1              | Болівія   | Відбір до ЧС 2022               | -    |          |
| 1-2-2022   | Монтевідео       | Уругвай           | 4 – 1              | Венесуела | Відбір до ЧС 2022               | -    |          |
| 25-3-2022  | Буенос-Айрес     | Аргентина         | 3 – 0              | Венесуела | Відбір до ЧС 2022               | -    |          |
| 29-3-2022  | Сьюдад-Гуаяна    | Венесуела         | 0 – 1              | Колумбія  | Відбір до ЧС 2022               | -    | кап.     |
| 1-6-2022   | Та-Калі          | Мальта            | 0 – 1              | Венесуела | товариський матч                | -    | 83'      |
| 9-6-2022   | Мурсія           | Саудівська Аравія | 0 – 1              | Венесуела | товариський матч                | 1    |          |
| 22-9-2022  | Марія-Енцерсдорф | Венесуела         | 0 – 1              | Ісландія  | товариський матч                | -    |          |
| 27-9-2022  | Вінер-Нойштадт   | ОАЕ               | 0 – 4              | Венесуела | товариський матч                | -    |          |
| 20-11-2022 | Дубай            | Сирія             | 1 – 2              | Венесуела | товариський матч                | -    |          |
| 16-11-2023 | Матурін          | Венесуела         | 0 – 0              | Еквадор   | Відбір до ЧС 2026               | -    | 84'      |
| 21-3-2024  | Форт-Лодердейл   | Венесуела         | 1 – 2              | Італія    | товариський матч                | -    |          |
| 24-3-2024  | Х'юстон          | Гватемала         | 0 – 0              | Венесуела | товариський матч                | -    |          |
| 22-6-2024  | Санта-Клара      | Еквадор           | 1 – 2              | Венесуела | Копа Америка 2024 - 1-й етап    | -    |          |
| 26-6-2024  | Інглвуд          | Венесуела         | 1 – 0              | Мексика   | Копа Америка 2024 - 1-й етап    | -    | 35'      |
| 5-7-2024   | Арлінгтон        | Венесуела         | 1 – 1 (3 – 4 п.п.) | Канада    | Копа Америка 2024 - чвертьфінал | -    |          |
| 5-9-2024   | Альту-Пата       | Болівія           | 4 – 0              | Венесуела | Відбір до ЧС 2026               | -    | 57'      |
| 10-9-2024  | Матурін          | Венесуела         | 0 – 0              | Уругвай   | Відбір до ЧС 2026               | -    |          |
| 10-10-2024 | Матурін          | Венесуела         | 1 – 1              | Аргентина | Відбір до ЧС 2026               | -    |          |
| Усього     |                  | Матчів            | 31                 |           | Голів                           | 1    |          |